# Antepipona karibae
Antepipona karibae är en stekelart som först beskrevs av Meade-waldo 1915.  Antepipona karibae ingår i släktet Antepipona och familjen Eumenidae. Utöver nominatformen finns också underarten A. k. angolensis.